# Pomnik Konstytucji 3 Maja w Przeworsku
Pomnik Konstytucji 3 Maja w Przeworsku – pomnik znajdujący się przy ul. Józefa Piłsudskiego w Przeworsku, w sąsiedztwie budynku Powiatowej i Miejskiej Biblioteki Publicznej w Przeworsku.

## Historia
Płyta została wybudowana w 200. rocznicę uchwalenia Konstytucji 3 maja. Inicjatorem wzniesienia pomnika był Zbigniew Ratajczyk. Autorem i wykonawcą projektu był Jan Żyga. Pomnik odsłonięto 3 maja 1991 roku.

## Opis
Płyta kamienna u góry półkolista z ciemnego marmuru osadzona na kamiennym podeście. Na płycie umieszczona jest inskrypcja o następującej treści: 

3 V 1791 - 3 V 1991
Wszelka władza społeczności ludzkiej
początek
swój bierze z woli narodu
(rozdział V konstytucji 3 maja)

W 200 rocznicę uchwalenia
Konstytucji 3 Maja - jej twórcom
Społeczeństwo Przeworska

Stan pomnika można określić jako bardzo dobry.